# Національні театри (Франція)
Націона́льний теа́тр — юридичний статус, наданий у Франції шести театрам.
Міністерство культури і зв'язку пов'язує цей статус із поняттям публічного театру, головне завдання якого ставити спектаклі, надаючи публіці якомога ширший вибір творів з класичного й сучасного репертуару, як французьких, так і закордонних. Національні театри фінансуються в рамках спеціального фонду як установи промислового й комерційного характеру.
У кожного із шести театрів своя особлива місія, на виконання якої йому виділяються гроші: для Комеді Франсез гроші виділяються на утримання трупи акторів, Національному театру Страсбура на вищу школу драматичного мистецтва, Національному театру Шайо на розвиток танцю, Опера Комік на розвиток ліричних мистецтв, Театру де ля Колін на популяризацію сучасної драматургії, Одеону на популяризацію європейського театрального мистецтва.
Поняття національного театру відрізняється від статусу національного драматичного центру, який мають Національний народний театр, Національні театри Марселя, Бордо, Тулузи.
При фінансуванні в 67,8 млн євро, в 2008 році п'ять національних театрів прийняли 705 125 глядачів, що становить 98 € субсидій на глядача.

## Список національних театрів
- Комеді Франсез
- Театр Одеон з 1971
- Театр де ля Колін з 1988
- Театр де л'Ест парізьєн з 1972 по 1988
- Національний театр Шайо з 1975
- Національний театр Страсбура з 1972
- Опера Комік з 2005